# George Thynne (2e baron Carteret)
George Thynne, 2e baron Carteret (23 janvier 1770 - 19 février 1838), est un homme politique conservateur britannique.

## Biographie
Il est le deuxième fils de Thomas Thynne (1er marquis de Bath) de son épouse, Lady Elizabeth Bentinck, fille de William Bentinck (2e duc de Portland). En 1784, son oncle Henry Carteret (1er baron Carteret) (né Henry Thynne), est créé baron Carteret (la deuxième création de ce titre, précédemment détenue par son propre oncle maternel mort sans enfant, Robert Carteret, 3e comte Granville, 3e baron Carteret) avec un reste spécial pour les fils cadets de son frère aîné, le 1er marquis de Bath. Il fait ses études au St John's College, à Cambridge .
Il est élu député de Weobly en 1790, poste qu'il occupe jusqu'en 1812, et exerce les fonctions de Lord du Trésor de 1801 à 1804. En 1804, il est admis au Conseil privé et nommé contrôleur de la Maison, poste qu'il occupe jusqu'en 1812. En 1826, il succède à son oncle comme deuxième baron Carteret et siège à la Chambre des lords.

## Mariage
En 1797, Lord Carteret épouse l'hon. Harriet Courtenay (1772-1836), fille de William Courtenay (2e vicomte Courtenay). Ils n'ont pas d'enfants. Elle est décédée en avril 1836, à l'âge de 64 ans.
Lord Carteret survit à son épouse deux ans et meurt au palais Dalkeith de Midlothian en février 1838, à l'âge de 68 ans. Son frère cadet, John Thynne (3e baron Carteret), lui succède à la baronnie.